# Códice Telleriano-Remensis

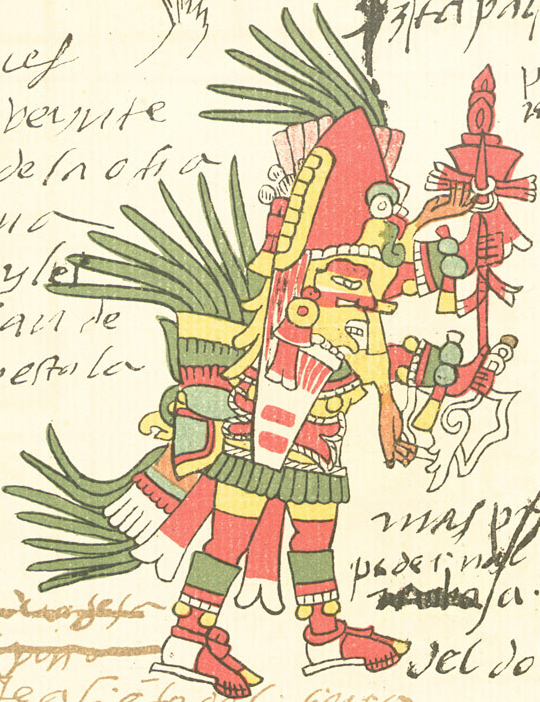
Representação da Divindade "Itztapaltotec" no Códice Telleriano-Remensis

O Códice (Codex) Telleriano-Remensis é um manuscrito de conteúdo ritual, calendário e histórico produzido no México no século XVI, sendo um dos códices coloniais do México. É pintado em cinquenta folhas de papel europeu de 32 cm x 22 cm e representa a sobrevivência de uma amostra muito fina de pintura manuscrita asteca.
O códice consiste em três partes, incluindo um almanaque de presságios (os tonalámatls):
- O calendário asteca de 18 meses com desenhos dos deuses que presidiam a cada treze.
- O segundo é o calendário cerimonial e divinatório mesoamericano, o tonalámatl.
- O último contém alguns anais históricos de 1198 a 1562, após os quais há duas folhas escritas em espanhol sem glifos com notícias históricas de 1519 a 1557.[1]

O conteúdo final é especial porque trata do advento de uma epidemia especificamente de caxumba que matou moradores e o frade Juan de Zumárraga. Elas poderiam ser as memórias de emergência de um escriba nahuatl antes de todos morrerem. A parte histórica do Códice Telleriano-Remensis representa a história asteca de sua lendária migração no século XII às primeiras décadas de ocupação espanhola. Especialmente importante para o conteúdo do códice é a circunstância, que no códice é representada por um pictograma, de que 20.000 vítimas foram sacrificadas durante a dedicação do Templo Maior de Tenochtitlan, no México, em 1487.
Possivelmente este códice copia uma fonte agora perdida, o códice denominado Huitzilopochtli, presume-se também que parte de suas glosas castelhanas foram escritas pelo padre Fray Pedro de los Ríos. Por outro lado, mostra-se que serviu de fonte para o códice Ríos ou códice vaticano. O Códice está depositado na Biblioteca Nacional da França em Paris. Foi feita uma reprodução das microfilmagens do Códice pela Universidade do Texas, comentadas por Eloise Quiñones Keber.